# Нечаева (деревня)
Нечаева (Нечаево) — деревня в Карачевском районе Брянской области, в составе Бошинского сельского поселения. 

Расположена в 1,5 км к югу от деревни Алексеева, у границы с Орловской областью. Население — 11 человек (2010).

## История
Упоминается с XVIII века; бывшее владение Паниных, позднее Киреевских; состояла в приходе села Петрова.
До 1929 года входила в Карачевский уезд (с 1861 — в составе Бошинской волости, с 1924 в Вельяминовской волости). 
 С 1929 в Карачевском районе; до 2005 года входила в состав Петровского сельсовета.

## Население
| Годы      | 1866 | 1887 | 1926 | 1979 | 1989 | 2002 | 2010 |
| --------- | ---- | ---- | ---- | ---- | ---- | ---- | ---- |
| Население | 178  | 293  | 183  | 92   | 55   | 29   | 11   |